# Nachtjagdgeschwader 102
Nachtjagdgeschwader 102 (dobesedno slovensko: Nočni-lovski polk 102; kratica NJG 102) je bil nočno-lovski letalski polk (Geschwader) v sestavi nemške Luftwaffe med drugo svetovno vojno.

## Organizacija
- štab
- I. skupina
- II. skupina
- III. skupina

## Vodstvo polka
Poveljniki polka (Geschwaderkommodore)
- Major (Major) Albert Blumensaat: 15. december 1943
- Stotnik (Hauptmann) Franz Evers: februar 1944
- Podpolkovnik (Oberstleutnant) Karl Theodor Hülshoff: 1. junij 1944